# Goring-by-Sea
Goring-by-Sea, även Goring, är en ort i distriktet Worthing, Storbritannien. Den ligger i grevskapet West Sussex och riksdelen England, i den södra delen av landet, 80 km söder om huvudstaden London. Goring-by-Sea ligger 7 meter över havet och antalet invånare är 1 001. Goring by Sea var en civil parish fram till 1929 när blev den en del av Worthing. Civil parish hade 653 invånare år 1921. Byn nämndes i Domedagsboken (Domesday Book) år 1086, och kallades då Garinges.
Terrängen runt Goring-by-Sea är lite kuperad. Havet är nära Goring-by-Sea söderut. Närmaste större samhälle är Brighton, 19,9 km öster om Goring-by-Sea.